# Emilio Praga
(Emilio Praga, Notte di Carnevale)
Emilio Praga (Gorla, 18 dicembre 1839 – Milano, 26 dicembre 1875) è stato uno scrittore, poeta, pittore e librettista italiano.
Esponente della scapigliatura, emulo di Baudelaire, fu il padre di Marco Praga, drammaturgo verista e tra i fondatori e direttori della SIAE.

## Biografia

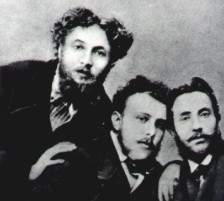
Emilio Praga con gli 'scapigliati' Carlo Dossi e Luigi Conconi

Nacque da un'agiata famiglia industriale, e la sua condizione sociale gli permise, tra il 1857 e il 1859, di compiere numerosi viaggi in Europa, durante i quali trascorse lunghi soggiorni a Parigi e si dedicò allo studio di Baudelaire, Victor Hugo, Alfred de Musset e Heinrich Heine. Fu nella capitale francese che iniziò a dipingere, utilizzando la tecnica dell'acquerello.
Tornato a Milano, cominciò a frequentare gli ambienti della Scapigliatura, divenendone uno dei maggiori esponenti e legandosi di amicizia con i fratelli Camillo ed Arrigo Boito. Ma dopo la morte del padre, e il dissesto finanziario dell'azienda familiare, non seppe adattarsi a un lavoro regolare e si diede all'alcool, abbandonandosi a una vita disordinata, costellata spesso dall'uso di sostanze stupefacenti. In questo, tra gli scapigliati, fu quello che visse più autenticamente il modello del maledettismo (o del poeta maledetto) incarnato da Baudelaire. Il litigio e la separazione dalla moglie e dal figlio Marco di 11 anni (1873) accentuarono il suo malessere: morì in miseria, nel 1875, a soli 36 anni, distrutto dai propri vizi; la morte sopraggiunse a casa del fratello, probabilmente per cirrosi epatica.

### Opera poetica

#### Tavolozza(1862)
Giovanissimo, oltre che come pittore, si era affermato come poeta con la raccolta Tavolozza (1862), che ebbe un notevole successo, e in cui vi sono descrizioni di paesaggi che rivelano un vivo senso del colore, di tipo impressionistico. È interessante anche il linguaggio, che impiega espressioni comuni, ignote alla lingua poetica tradizionale. Ma si ritrovano anche componimenti di impostazione sociale, di polemica contro la borghesia e il culto del denaro, contro il progresso scientifico e tecnico che minaccia la bellezza, nonché poesie "maledette", che esaltano la dissolutezza sessuale, l'orgia, l'incesto e l'abuso di alcool.

#### Penombre(1864)
Il maledettismo assume il predominio nella seconda raccolta, Penombre (1864); ma il poeta cerca anche il conforto nella sanità della Natura e nel mondo familiare. Il linguaggio si fa volutamente esasperato, con l'uso di termini brutalmente realistici: la raccolta, come è facile intuire, scandalizzò il pubblico, soprattutto quello "salottiero", contro cui Praga si scagliava spesso. Con la successiva opera poetica, Fiabe e leggende (1869), Praga decise di attenuare la provocazione, tornando a temi di tipo romantico e sentimentale.
Secondo un recente studio di Patrizia Deabate, intitolato Le origini dell'Inno dei Laureandi Il Commiato (in "Studi Piemontesi", giugno 2013, vol. XLII fasc. 1), il poeta Nino Oxilia nel 1909, nel comporre Il commiato (o Inno dei laureandi, ma meglio noto come Giovinezza) si era ispirato ad una poesia di Emilio Praga, appartenente alla raccolta Penombre, ovvero A Vittor Hugo. Attraverso questa poesia, l'Inno affonderebbe le radici più remote nell'esaltazione della giovinezza della Rivoluzione Francese, e in un simbolo contenuto nel celebre dipinto La Libertà che guida il popolo, di Eugène Delacroix, custodito al Museo del Louvre di Parigi.
Sebbene non poeticamente eccelso come Baudelaire, è evidente l'ispirazione e il tentativo di portare il modello del poeta maledetto simbolista in Italia; si veda il confronto tra l'incipit Al lettore de I fiori del male (famosa è la definizione data da Praga "un'imprecazione, cesellata nel diamante") e il Preludio di Penombre:
(C. Baudelaire)
(E. Praga)
In generale tutta la raccolta è disseminata di omaggi e citazioni a Baudelaire: una lirica porta il nome della quinta sezione dei Fleurs du Mal, ossia Rivolta, un'altra poesia, L'anima del vino, riprende esattamente il titolo di una composizione situata nella terza sezione dell'opera del poeta parigino.
Il Preludio è anche una dichiarazione di poetica antimanzoniana e anticattolica: «Casto poeta che l'Italia adora, / vegliardo in sante visioni assorto, / tu puoi morir!... / Degli antecristi è l'ora! / Cristo è rimorto!»; Praga, sempre su modelli francesi e assieme al Rapisardi del poema Lucifero, anticipa quasi il concetto di Nietzsche sulla morte di Dio.

#### Trasparenze(1878)
Pubblicati postumi, nel 1878, sono i carmi di Trasparenze, in cui si fa strada un tono di rassegnazione e di confidenza intima, un desiderio di purezza proiettato nella rievocazione dell'infanzia.

### Narrativa
Negli ultimi giorni di vita, Praga lavorò anche a un romanzo, Memorie del presbiterio, che fu successivamente completato dall'amico Roberto Sacchetti.
L'opera, uscita a puntate su Il Pungolo tra giugno e novembre del 1877, e in volume nel 1881, è una grande storia in cui si esprime un bisogno di purezza, proiettato nella pace della campagna e nella figura del vecchio prete, ma in cui sono presenti anche intrighi romanzeschi complicati e a tinte forti.

### Melodramma e teatro
Praga fu anche autore di teatro: nella sua pur breve vita realizzò di un discreto numero di libretti d'opera per melodrammi musicati da autori come Amilcare Ponchielli, Franco Faccio, Giuseppe Gallignani, ecc.

## Opere

### Poesia
- Tavolozza, Milano, 1862
- Penombre, Milano, 1864
- Fiabe e leggende, Milano, 1867
- Trasparenze, Milano, 1878

#### Edizioni novecentesche
- Poesie, Milano, 1922 (raccolta completa dell'opera poetica)

### Narrativa
- Le memorie del presbiterio, romanzo terminato da Roberto Sacchetti e pubblicato a Torino nel 1881 e a Milano nel 1940; pubblicato da Millennium editore, a cura di Lorenzo Flabbi, Bologna 2003, ISBN 978-88-9011-983-5

- Poesie, edizione del 1969 nella collana degli Scrittori d'Italia di Laterza.

### Teatro
- Le madri galanti, Milano, 1863 (opera teatrale composta in collaborazione con Arrigo Boito)

### Libretti per melodrammi
- I profughi fiamminghi, Milano, 1864, musicato da Franco Faccio
- L'avvocato Patelin, Milano, 1871, tratto da La Farce de Maître Pathelin (François Villon?), musicato da Achille Montuoro
- I promessi sposi, tratto da I promessi sposi di Alessandro Manzoni, musicato da Amilcare Ponchielli
- Il viandante, tratto da Le passant di François Coppée, musicato da Giulio Litta Visconti Arese
- Atala, Milano, 1876, musicato da Giuseppe Gallignani
- Il conte di Montecristo, Milano, 1888, tratto dall'omonimo romanzo di Alexandre Dumas, terminato da Ferdinando Fontana, musicato da Raffaele Dell'Aquila
- Maria Tudor, Milano, 1879, tratto da Marie Tudor di Victor Hugo, musicato da Antônio Carlos Gomes
- Fantasma, musicato da Andrea Ferretto